# Испытание торпеды Т-5 в 1957 году
Испытание торпеды Т-5 состоялось в СССР 10 октября 1957 года на полигоне Новая Земля в бухте Чёрная Губа. В этом испытании с подводной лодки С-144 (проекта 613) по кораблям-мишеням, и впервые в истории, была пущена боевая торпеда Т-5 калибра 533 мм с ядерной боевой частью (ЯБЧ). Взрыв произошёл на глубине 35 м, потопив 6 кораблей, энерговыделение составило 10 килотонн. Это был второй подводный ядерный взрыв в СССР, первый состоялся при предыдущих испытаниях Т-5 в 1955 году.

## Организация и подготовка испытания
15 апреля 1957 года вышло закрытое постановление Совета Министров СССР № 416−206 в котором предусматривалось проведение ядерных испытательных взрывов на «Объекте-700» (Новая Земля), целью которых было изучение поражающих факторов атмосферного и подводного ядерных взрывов на объекты ВМФ (корабли, подлодки, береговые сооружения и т. п.), а также испытания боевой торпеды Т-5 путём пуска её с подводной лодки.
Изначально испытание торпеды было намечено на сентябрь 1957 года, но из за нестабильной работы при стрельбах на Ладожском озере было отложено на октябрь, а атмосферное-наземное испытание (испытание № 43) было проведено 7 сентября 1957 года.
Испытания обеспечивались 241-й бригадой опытовых кораблей, участвовавшей в первом испытании и пополненной подводными лодками Б-20 и Б-22.

## Испытание
Расположение кораблей при взрыве:
| Название            | Тип      | Дистанция | Примечание                         |
| ------------------- | -------- | --------- | ---------------------------------- |
| «Грозный»           | Эсминец  | 240 м     |                                    |
| С-84                | Подлодка | 250 м     | В крейсерском положении            |
| Т-218               | Тральщик | 280 м     |                                    |
| С-20                | Подлодка | 310 м     | В позиционном положении            |
| «Разъярённый»       | Эсминец  | 450 м     |                                    |
| «Павлик Виноградов» | Тральщик | 620 м     |                                    |
| «Гремящий»          | Эсминец  | 650 м     |                                    |
| С-19                | Подлодка | 700 м     | В позиционном положении            |
| Б-22                | Подлодка | 700 м     | Погружена на грунт (глубину 30 м). |
| Т-219               | Тральщик | 950 м     |                                    |

Примечание: все корабли находились бортом ко взрыву.
Перед выстрелом самой торпеды, содержащей ЯБЧ, были сделаны три пристрелочных выстрела торпедами такого же типа, только без зарядов, из которых один оказался неудачным.
Торпеда с ЯБЧ была пущена с перископной глубины на дистанцию 10 км с подводной лодки С-144 (проекта 613), командиром которой был капитан 1-го ранга Г. В. Лазарев. Пройдя заданную дистанцию, торпеда взорвалась на глубине 30 м в 9 часов 54 минуты и 32 секунды в центре мишенной обстановки, потопив 2 эсминца, 2 подлодки и 2 тральщика. Отклонение от цели составило примерно 130 м. Район, где произошёл взрыв, имел глубину акватории около 70 м.
Вот как вспоминает картину взрыва старший лейтенант флота в отставке, ветеран подразделений особого риска Иван Боев:

- За гибелью наших кораблей мы наблюдали с расстояния 18 км. (там везде ровная скальная поверхность). Нам сказали, что подводный взрыв не опасен: излучения-то нет! И мы выстроились и смотрели. Из воды поднялся столб воды, пара, дыма и осколков кораблей и стал расти, вырос километра на три, — из его макушки образовалась «шапка»…Гриб получился! И только потом — ужасный грохот по всей акватории. Затонули все корабли. Подлодкам продували балласт, но они не всплыли: повреждение корпуса. У ученых праздник, — испытания прошли успешно, — старшего качают, аплодируют. А мы стоим — и слезы катятся… Как осиротели… Утром все экипажи построили в одну шеренгу, объявили благодарность и спросили, какое поощрение кто хочет. Давали медали, деньги и отпуска. Я взял 100 рублей: на «дембель» готовился. А медали те до сих пор ищут своих героев! Все экипажи расформировали и отправили дослуживать в разные части. Со всех взяли подписку о неразглашении. Когда у меня через некоторое время начались кровотечения из носа, врач не мог понять, что со мной, а я не мог сказать ему правды…— http://clubs.ya.ru/sea-legend/replies.xml?item_no=15345
Адмирал Н. Е. Басистый доложил Главнокомандующему, что личный состав С-144:

«Безукоризненно выполнил поставленные задачи».— http://www.iss-atom.ru/ksenia/YI_t1/ch1_6.htm

## Результаты
Результаты по кораблям участвовавших в опыте:
| Название            | Тип      | Расстояние | Повреждения |
| ------------------- | -------- | ---------- | --- |
| «Грозный»           | Эсминец  | 240 м      | Затонул до рассеивания базисной волны. |
| С-84                | Подлодка | 250 м      | Затонула через несколько десятков секунд из-за сильных повреждений в корпусе.                                                                             |
| Т-218               | Тральщик | 280 м      | Затонул сразу после взрыва. |
| С-20                | Подлодка | 310 м      | Медленно заполнялись кормовые отсеки, дифферент достиг 90° , затонула через 4 часа после взрыва.                                                          |
| «Разъярённый»       | Эсминец  | 450 м      | Получил повреждения корпуса, затонул через 4 часа после взрыва.                                                                                           |
| «Павлик Виноградов» | Тральщик | 620 м      | Корпус видимых повреждений не получил, из-за повреждения вооружения снизилась боеспособность.                                                             |
| «Гремящий»          | Эсминец  | 650 м      | Остался на плаву, хотя и заполнился значительным количеством воды, получив дифферент на нос и крен на левый борт, хотя находился ко взрыву правым бортом. |
| С-19                | Подлодка | 700 м      | Осталась на плаву, но из за сильных повреждений, в том числе и вооружённых средств, стала небоеспособной.                                                 |
| Б-22                | Подлодка | 700 м      | Повреждений не получила, полностью сохранила боеспособность.                                                                                              |
| Т-219               | Тральщик | 950 м      | Повреждений не получил, но попал в зону действия базисной волны.                                                                                          |

После испытаний командир подводной лодки Лазарев был награждён орденом Ленина.